# Ignazio Gardella senior
Ignazio Gardella senior (Genova, 25 aprile 1803 – Genova, 27 agosto 1867) è stato un architetto italiano.

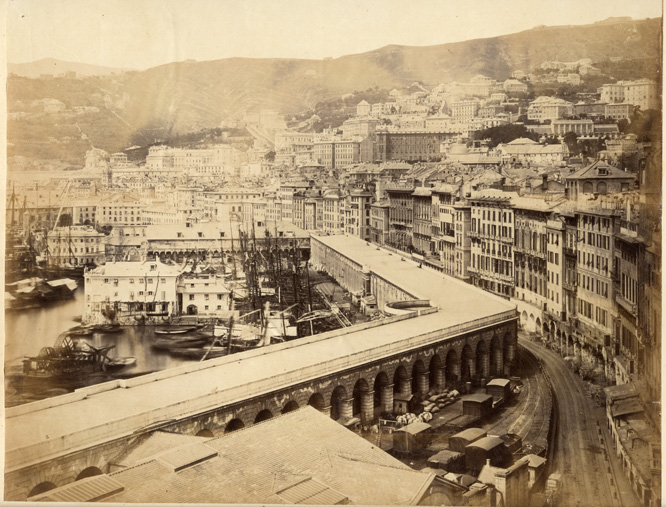
Piazza Caricamento: le "terrazze di marmo", progetto di Ignazio Gardella senior, eseguite dopo la demolizione delle Mura del Cinquecento

Fu allievo di Carlo Barabino e operò prevalentemente nella sua città natale. Più famoso fu l'omonimo bisnipote, importante architetto italiano del Novecento.
Gardella fu anche brevettista: per la Siemens, poi con vari progetti per ferrovie e canali navigabili, persino l'invenzione francese di innovativi scafandri per palombari.

## Opere
- 1835: Terrazze di marmo lungo il litorale della città, in sostituzione delle demolite mura cinquecentesche all'epoca dell'apertura della carrettiera Carlo Alberto. L'opera, che fu il capolavoro del Gardella, fu demolita cinquant'anni dopo la costruzione per nuove esigenze logistiche dell'area portuale.
- 1840 c.ca: Cappella dell'ex seminario arcivescovile.
- 1839, 1843, 1849-50, 1851-53: Varie estensioni del Portofranco e costruzione di moderni docks commerciali.
- 1850: Testate delle ali di palazzo Ducale, realizzate dopo che venne demolita la cortina che congiungeva i due lati del ducale, chiudendo la piazza come in un cortile interno. Realizzò, inoltre, altri interventi nel palazzo, quali le capriate a copertura del Salone del Gran Consiglio.
- 1853-1856: Trasformazione del palazzo della Banca Nazionale in via San Lorenzo.
- facciata del Palazzo di Sconto che fronteggia la cattedrale di Genova.